# Distretto di Khaen Dong
Il distretto di Khaen Dong (in thailandese: แคนดง) è un distretto (amphoe) della Thailandia, situato nella provincia di Buriram.